# Live (video)
Eurythmics Live – koncert brytyjskiego duetu Eurythmics wydany w 1987 roku.

## Ogólne informacje
Materiał został zarejestrowany 14 lutego 1987 podczas trasy Revenge Tour w Sydney Entertainment Centre w Sydney w Australii. Zespół promował płytę Revenge, wydaną kilka miesięcy wcześniej. Cała trasa trwała ponad pół roku. Na wydawnictwie nie zamieszczono utworów „I Love You Like a Ball and Chain”, który był grany po „Let’s Go” i „Conditioned Soul” wykonywanego po „Who’s That Girl?”. Niektóre ujęcia w przerwach między utworami to m.in. zespół sfilmowany w studiu razem z Patrickiem Seymourem który grał intro „Sweet Dreams”, oraz Jimmy 'Z' Zavala, wykonujący na harmonijce ustnej intro do „Missionary Man”. Koncert został wydany na VHS i Laserdisc w formatach: PAL w Wielkiej Brytanii oraz NTSC w USA i w Japonii oraz na płycie DVD.

## Lista utworów
1. „It Could Be the Future” (prolog nagrany w studio)[1]
2. „Sexcrime (1984)”
3. „Let’s Go”
4. „The Last Time”
5. „Here Comes the Rain Again”
6. „It’s Alright (Baby’s Coming Back)”
7. „When Tomorrow Comes”
8. „There Must Be an Angel (Playing With My Heart)”
9. „Who’s That Girl?”
10. „Right by Your Side”
11. „Thorn in My Side”
12. „Sweet Dreams (Are Made of This)”
13. „Would I Lie to You?” / ”Day Tripper” (medley)
14. „Missionary Man”
15. „Sisters Are Doin’ It for Themselves”
16. „The Miracle of Love”
17. „The Miracle of Love” (instrumentalna wersja studyjna)

Utwory z koncertu wydane oficjalnie
- „Here Comes the Rain Again” – wydany na CD singlu „You Have Placed a Chill in My Heart” (1988)
- „There Must Be an Angel (Playing with My Heart)” – wydany na CD singlu „Shame” (1987).
- „Missionary Man” – wydany na płycie Live 1983–1989 (1993) i na CD singlu „I Need a Man” (1988).
- „The Miracle of Love” – wydany na płycie Live 1983–1989, choć w opisie błędnie jest napisane że utwór był wykonywany w Paryżu. W wersji CD, wycięto krótkie przemówienie Annie Lennox